# Йозеф Бріґідо
Йозеф Бріґідо фон Брезовіц (нім. Josef Graf Brigido von Bresowitz, Freiherr von Marenfels) — австрійський політичний діяч італійського походження, граф, губернатор Галичини (1780–1794). Належав до масонів-ілюмінатів.

## Біографія
Йозеф Бріґідо походив з міста Капуя. Згодом його родина переїхала у Трієст, який в той час належав Габсбургам. Бріґідо мав кількох братів, і всі вони перебували на службі у Габсбургів.
28 червня 1777 отримав від імператриці Марії-Терезії дідичний титул графа. Йозеф Бріґідо був губернатором Галичини протягом усього правління імператора Йосифа II.
Під час губернаторства Йозефа Бріґідо відбулися реформи у сфері земельних відносин (Йосифинська колонізація), церкви та освіти.